# Ubicumque et semper
Ubicumque et semper (dt.: Überall und immer) ist ein in Form eines Motu proprio von Papst Benedikt XVI. verfasstes Apostolisches Schreiben, durch das die kirchenrechtliche Errichtung des Päpstlichen Rates zur Förderung der Neuevangelisierung festgelegt wird.
Am 29. Juni 2010 hatte Papst Benedikt XVI. die Errichtung dieses Päpstlichen Rates angekündigt und am 30. Juni dieses Jahres Rino Fisichella zu dessen ersten Präsidenten ernannt. Das Gründungsdokument beschreibt die Ziele und Kompetenzen des neuen Dikasteriums und grenzt es gegenüber den Zuständigkeiten anderer Kurienbehörden wie der Kongregation für die Evangelisierung der Völker und dem  Päpstlichen Rat für die Kultur ab.